# Hemerobius tibialis
Hemerobius tibialis är en insektsart som beskrevs av Navás 1917. Hemerobius tibialis ingår i släktet Hemerobius och familjen florsländor. Inga underarter finns listade i Catalogue of Life.